# Roxanne (Model)
Roxanne (* 20. März 1928 in Minneapolis, Minnesota, als Dolores Rosedale; † 2. Mai 2024 ebenda) war eine US-amerikanische Schauspielerin und Model.

## Leben und Karriere
Roxanne wurde als Tochter von Thyra und Kenneth Rosedale geboren. Sie studierte Modedesign an der Minneapolis School of Art und war Mitglied der Minneapolis Models Guild.
Sie war Assistentin in der Spielshow Beat the Clock. Im August 1955 wurde sie durch Beverly Bentley ersetzt. Am 13. März 1954 heiratete Roxanne in New York den Finanzmanager Tom Roddy, von dem sie sich 1979 scheiden ließ. Im Dezember 1955 brachte sie ihre Tochter Ann als erstes von fünf Kindern zur Welt.

## Filmographie (Auswahl)
- 1952: Crime Photographer (Fernsehserie, eine Folge)
- 1952: Brodway Television Theatre (Fernsehserie, eine Folge)
- 1955: Das verflixte 7. Jahr (The Seven Year Itch)
- 1957: The Young Don’t Cry